# Anna Magnusson
Anna Evelina Magnusson, född 31 mars 1995 i Norrfjärdens församling i Norrbottens län, är en svensk skidskytt som sedan 2015 tävlar i världscupen. Hon ingick i det lag som tog silver i damernas stafett vid de olympiska vinterspelen 2018 i Pyeongchang samt silver i damernas stafett vid världsmästerskapen i skidskytte 2019 i Östersund.

## Biografi
Magnusson gjorde debut i världscupen den 7 januari 2015 i Oberhof när hon körde den tredje sträckan för det svenska damstafettlag som slutade på tolfte plats. Sin första individuella världscupstart gjorde hon den 3 december 2015 i Östersund i damernas distanstävling där hon slutade på 40:e plats. Den 7 januari 2018 i Oberhof tog hon sin första pallplats i lag när Sveriges damstafettlag slutade trea. Hon körde den tredje sträckan för det svenska damstafettlaget, bestående av Linn Persson, Mona Brorsson, Magnusson och Hanna Öberg på OS 2018 som tog silver. 2019 vann samma lag VM-silver, och samma år tog hon EM-silver i singelmixstafett tillsammans med Jesper Nelin.
Tillsammans med Linn Persson, Elvira Öberg och Hanna Öberg tog hon sin första världscupseger i damernas stafett den 11 december 2021 i Hochfilzen. Den 16 december 2022 tog hon sin första individuella pallplats tillika seger i världscupen när hon vann sprinttävlingen i Le Grand-Bornand.

## Resultat

### Pallplatser i världscupen

#### Individuellt
Magnusson har två individuell pallplatser i världscupen: en seger och en tredjeplats.
| Säsong  | Datum            | Plats            | Disciplin       | Placering |
| ------- | ---------------- | ---------------- | --------------- | --------- |
| 2022/23 | 16 december 2022 | Le Grand-Bornand | Sprint (7,5 km) | 1:a       |
| 2022/23 | 18 mars 2023     | Oslo             | Sprint (7,5 km) | 3:a       |

#### Pallplatser i lag
Magnusson har 21 pallplatser i lag i världscupen: fyra segrar, tio andraplatser och sju tredjeplatser. Samt ett silver och ett brons från världsmästerskap. 
| Säsong  | Datum            | Plats            | Disciplin  | Placering | Lagkamrat(er)                       |
| ------- | ---------------- | ---------------- | ---------- | --------- | ----------------------------------- |
| 2017/18 | 7 januari 2018   | Oberhof          | Stafett    | 3:a       | Persson / Högberg / Brorsson        |
| 2017/18 | 13 januari 2018  | Ruhpolding       | Stafett    | 3:a       | Persson / Brorsson / H. Öberg       |
| 2018/19 | 16 mars 2019     | Östersund (VM)   | Stafett    | 2:a       | Persson / Brorsson / H. Öberg       |
| 2020/21 | 14 mars 2021     | Nové Město       | Mixstafett | 2:a       | E. Öberg / Nelin / Ponsiluoma       |
| 2021/22 | 11 december 2021 | Hochfilzen       | Stafett    | 1:a       | Persson / E. Öberg / H. Öberg       |
| 2021/22 | 14 januari 2022  | Ruhpolding       | Stafett    | 2:a       | Skottheim / Nilsson / Brorsson      |
| 2021/22 | 3 mars 2022      | Kontiolax        | Stafett    | 2:a       | Persson / H. Öberg / E. Öberg       |
| 2022/23 | 1 december 2022  | Kontiolax        | Stafett    | 1:a       | Persson / H. Öberg / E. Öberg       |
| 2022/23 | 11 december 2022 | Hochfilzen       | Stafett    | 2:a       | Persson / H. Öberg / E. Öberg       |
| 2022/23 | 22 januari 2023  | Antholz          | Stafett    | 2:a       | Persson / H. Öberg / E. Öberg       |
| 2022/23 | 18 februari 2023 | Oberhof (VM)     | Stafett    | 3:a       | Persson / E. Öberg / H. Öberg       |
| 2022/23 | 18 mars 2023     | Nové Město       | Mixstafett | 2:a       | H. Öberg / Ponsiluoma / Samulesson  |
| 2023/24 | 29 november 2023 | Östersund        | Stafett    | 2:a       | Persson / E. Öberg / H. Öberg       |
| 2023/24 | 10 december 2023 | Hochfilzen       | Stafett    | 2:a       | Brorsson / H. Öberg / E. Öberg      |
| 2023/24 | 7 januari 2024   | Oberhof          | Stafett    | 3:a       | Persson / H. Öberg / E. Öberg       |
| 2023/24 | 10 januari 2024  | Ruhpolding       | Stafett    | 2:a       | Persson / Brorsson / E. Öberg       |
| 2023/24 | 20 januari 2024  | Antholz          | Stafett    | 3:a       | E. Öberg / Nelin / Ponsiluoma       |
| 2023/24 | 17 februari 2024 | Nove Mesto (VM)  | Stafett    | 2:a       | Persson / H. Öberg / E. Öberg       |
| 2023/24 | 3 mars 2024      | Oslo             | Singelmix  | 2:a       | Sebastian Samuelsson                |
| 2023/24 | 9 mars 2024      | Soldier Hollow   | Stafett    | 3:a       | Brorsson / H. Öberg / E. Öberg      |
| 2024/25 | 30 november 2024 | Kontiolax        | Mixstafett | 3:a       | E. Öberg / Nelin / Ponsiluoma       |
| 2024/25 | 1 december 2024  | Kontiolax        | Stafett    | 1:a       | Andersson / H.Öberg / E. Öberg      |
| 2024/25 | 15 december 2024 | Hochfilzen       | Stafett    | 3:a       | Heijdenberg / Halvarsson / E. Öberg |
| 2024/25 | 26 januari 2025  | Antholz          | Stafett    | 1:a       | Skottheim / Halvarsson / H. Öberg   |
| 2024/25 | 22 februari 2025 | Lenzerheide (VM) | Stafett    | 3:a       | Halvarsson / H.Öberg / E.Öberg      |

### Ställning i världscupen
| Säsong  | Totalt | Totalt | Distans | Distans | Sprint | Sprint | Jaktstart | Jaktstart | Masstart | Masstart |
| Säsong  | Poäng  | Plac.  | Poäng   | Plac.   | Poäng  | Plac.  | Poäng     | Plac.     | Poäng    | Plac.    |
| ------- | ------ | ------ | ------- | ------- | ------ | ------ | --------- | --------- | -------- | -------- |
| 2015/16 | 1      | 102:a  | 1       | 63:a    | —      | —      | —         | —         | —        | —        |
| 2016/17 | 402    | 23:a   | 33      | 34:a    | 162    | 17:e   | 111       | 29:a      | 96       | 19:e     |
| 2017/18 | 4      | 94:a   | —       | —       | —      | —      | 4         | 77:a      | —        | —        |
| 2018/19 | 57     | 68:a   | —       | —       | —      | —      | 57        | 41:a      | —        | —        |
| 2019/20 | 50     | 64:a   | 19      | 44:a    | 29     | 60:e   | 2         | 73:a      | —        | —        |
| 2020/21 | 52     | 63:a   | —       | —       | 43     | 55     | 9         | 67        | —        | —        |
| 2021/22 | 207    | 33:a   | 9       | 52      | 106    | 29:a   | 71        | 32:a      | 21       | 39:a     |
| 2022/23 | 507    | 14:e   | 63      | 15:e    | 213    | 9:a    | 109       | 19:e      | 122      | 10:a     |
| 2023/24 | 426    | 15:e   | 49      | 19:e    | 147    | 14:e   | 141       | 15:e      | 89       | 15:e     |
| 2024/25 | 356    | 20:e   | 62      | 14:e    | 82     | 33:a   | 97        | 26:a      | 115      | 12:a     |

Nytt poängsystem fr.o.m. säsongen 2022/2023.

### Olympiska spel
Magnusson har deltagit vid två olympiska spel (2018 och 2022) och har vunnit en medalj.
| Tävling          | Distans | Sprint | Jaktstart | Masstart | Stafett | Mixstafett |
| ---------------- | ------- | ------ | --------- | -------- | ------- | ---------- |
| Pyeongchang 2018 | 37:a    | —      | —         | —        | Silver  | —          |
| Peking 2022      | —       | 7:a    | 46:a      | —        | —       | —          |

### Världsmästerskap
Magnusson har deltagit vid sex världsmästerskap och har vunnit tre medaljer: två silver och ett brons i stafett.
| Tävling          | Distans | Sprint | Jaktstart | Masstart | Stafett | Mixstafett | Singelmix |
| ---------------- | ------- | ------ | --------- | -------- | ------- | ---------- | --------- |
| Kontiolahti 2015 | 72:a    | —      | —         | —        | 8:a     | —          | —         |
| Oslo 2016        | —       | 53:a   | 57:a      | —        | 10:a    | —          | —         |
| Hochfilzen 2017  | 59:a    | 14:e   | 36:a      | —        | 6:e     | 6:e        | —         |
| Östersund 2019   | 65:a    | 43:a   | 11:a      | —        | Silver  | —          | —         |
| Oberhof 2023     | 35:a    | 9:a    | 18:e      | 26:a     | Brons   | —          | —         |
| Nove Mesto 2024  | 25:a    | 20:e   | 19:e      | 26:a     | Silver  | —          | —         |
| Lenzerheide 2025 | 28:a    | 20:e   | 7:a       | 19:e     | Brons   | 5:a        | —         |